# Kara Project
Kara Project là một chương trình truyền hình thực tế của Hàn Quốc năm 2014, với sự tham gia nhóm nhạc nữ Hàn Quốc Kara. Sau sự ra đi của hai thành viên (Nicole & Jiyoung), chương trình đã được tạo ra để tìm một sự thay thế. Bảy người tham gia (Heo Young-Ji, Ahn Sojin, Jeon Somin, Kim Chaewon, Cho Shiyoon, Yoon Chaekyung và Yoo Ji) cạnh tranh cho cơ hội là thành viên mới tiếp theo Kara. Nó được phát sóng trên MBC Music từ 27 tháng năm 2014 vào thứ ba lúc 18:00. Ngày 1 tháng 7 năm 2014, Heo Youngji được tuyên bố là người chiến thắng của cuộc thi và là thành viên mới của Kara. Ngày 24 tháng 2 năm 2015 người tham gia Kara Project, Ahn Sojin đã được tìm thấy đã chết do tự tử sau một tháng khi DSP kết thúc hợp đồng với cô. Cô là thực tập sinh trong năm năm trước khi tham gia Kara Project.

## Thí sinh
| Tên tiếng latinh | Ngày sinh         | Tên tiếng Hàn | Chú thích |
| ---------------- | ----------------- | ------------- | --- |
| Ahn So-jin †     | 25 tháng 5, 1992  | 안소진        | Thí sinh Superstar K1, Cô tự tử ngày 20 tháng 1 năm 2015.                                                           |
| Heo Young-ji     | 30 tháng 8, 1994  | 허영지        | Thực tập sinh cũ của MBK Entertainment.                                                                             |
| Cho Shi-yoon     | 21 tháng 2, 1996  | 조시윤        | Cựa thành viên nhóm nhạc nữ Puretty, Thí sinh Produce 101.                                                          |
| Yoon Chae-kyung  | 7 tháng 6, 1996   | 윤채경        | Cựa thành viên nhóm nhạc nữ Puretty, thí sinh Produce 101 và hiện tại là thành viên nhóm nhạc April, I.B.I, C.i.v.a |
| Jeon So-min      | 22 tháng 8, 1996  | 전소민        | Cựa thành viên nhóm nhạc nữ Puretty, ra mắt ở nhóm nhạc nữ April tháng 8 năm 2015 và rời nhóm tháng 11 năm 2015     |
| Kim Chae-won     | 8 tháng 11, 1997  | 김채원        | Thành viên nhóm nhạc nữ April.                                                                                      |
| Son Yoo-ji       | 25 tháng 11, 1998 | 손유지        | Thí sinh K-pop Star 2. Thành viên APPLE.B                                                                           |

## Kết quả
| # | Tên thí sinh    | Kết quả                   |
| - | --------------- | ------------------------- |
| 1 | Heo Young-ji    | Trở thành thành viên Kara |
| 2 | Ahn So-jin †    | Bị loại                   |
| 3 | Jeon So-min     | Bị loại                   |
| 4 | Kim Chae-won    | Bị loại                   |
| 5 | Yoon Chae-kyung | Bị loại                   |
| 6 | Cho Shi-yoon    | Bị loại                   |
| 7 | Son Yoo-ji      | Bị loại                   |